# Universidad de Musashi
La universidad de Musashi (武蔵大学 Musashi Daigaku) es una universidad privada  en Tokio, Japón. La universidad empezó siendo un instituto privado para chicos, Musashi Junior and Senior Hight School, dirigido por Nezu Kaichirō, en 1922.
La universidad tiene facultades de Economía, Humanidades y Sociología así como tres escuelas de grado. Es una de las cuatro universidades de Tokio (Musashi, Seikei, Seijo, Gakushuin)